# جون ويلهيلم برونيوس
جون ويلهيلم برونيوس (26 ديسمبر 1884 - 16 ديسمبر 1937) ممثلًا وكاتب سيناريو ومخرجًا سويديًا .
كان المدير الإداري لمسرح أوسكارستيرن من عام 1926 إلى 1932. تزوج من الممثلة بولين برونيوس. كان والد الممثلة آن ماري برونيوس والممثل بالي برونيوس .

## روابط خارجية
- جون ويلهيلم برونيوس على موقع IMDb (الإنجليزية)
- جون ويلهيلم برونيوس على موقع قاعدة بيانات الأفلام السويدية (السويدية)
- جون ويلهيلم برونيوس على موقع قاعدة بيانات الفيلم (الإنجليزية)
- جون ويلهيلم برونيوس على موقع كينوبويسك (الروسية)

- [http://www.imdb.com/name/nm0116307/ John W. Brunius

] في قاعدة بيانات الأفلام على الإنترنت